# Sidney Blackmer
Sidney Blackmer (ur. 13 lipca 1895 w Salisbury, zm. 6 października 1973 w Nowym Jorku) – amerykański aktor filmowy i telewizyjny.

## Filmografia

### Seriale
- 1946: Lights Out
- 1950: The Web
- 1955: Alfred Hitchcock przedstawia jako Frank Partridge / Otis Jones
- 1961: Doktor Kildare
- 1964: Profiles in Courage jako Oscar W. Underwood

### Filmy
- 1914: The Perils of Pauline
- 1930: Zły człowiek jako Morgan Pell
- 1933: Goodbye Love jako Chester Hamilton
- 1937: Heidi jako Herr Sesemann
- 1937: W starym Chicago jako gen. Phil Sheridan
- 1939: Ten cudowny świat
- 1942: Zawsze w mym sercu jako Philip Ames
- 1956: Ponad wszelką wątpliwość jako Austin Spencer
- 1968: Dziecko Rosemary jako Roman Castevet
- 1971: Revenge Is My Destiny jako Gregory Mann

## Wyróżnienia i nagrody
Posiada swoją gwiazdę na Hollywoodzkiej Alei Gwiazd, natomiast za film Dziecko Rosemary został nagrodzony w 1969 roku nagrodą KCFCC.